# 久之浜町末続
久之浜町末続（ひさのはままち すえつぎ）は、福島県いわき市の大字である。郵便番号は979-0331。

## 地理
いわき市北東部の久之浜地区に属する。東側で太平洋に面し、南で久之浜町金ケ沢、西で大久町大久、北で双葉郡広野町折木、広野町夕筋とそれぞれ隣接する。概ね町村制施行以前の楢葉郡末続村の流れを汲む地域である。二級水系末続川や近隣の準用河川塩民川、普通河川深谷川流域を主な範囲とする。内陸部は多くを山林が占め、末続川や塩民川沿いの平地に水田が広がり、北側の山裾等に集落が位置する。沿岸部は国道6号やJR常磐線が南北に縦貫し、末続駅よりも海側に集落が広がっていたが、2011年3月11日に発生した東日本大震災に伴う津波により壊滅的な被害を受け、旧市街地南側の高台に新たな住宅地が整備されている。内郷御厩町に所在するいわき中央警察署及び四倉町に所在する平消防署四倉分署がそれぞれ管轄にあたる。

### 主な字
字
- 岩ケ作
- 北大沢
- 藤倉
- ウソ張
- 戸ノ内
- 淵石

- 青井作沢
- 北向
- 中川原
- 牛沼
- 新屋敷
- 上長沢

- 坂下
- 鍋田
- 町田
- 青井作
- 岸内
- 代

- 宮田
- 漆原
- 館
- 深谷
- 塩民

### 河川
二級水系末続川水系
- 末続川
  - 青井作川
  - 渕石川
  - 戸之内川
  - 大沢川

その他水系
- 塩民川
- 深谷川

## 歴史
- 1879年1月27日 - 幕府領末続村が福島県内における郡区町村制の施行により楢葉郡の村となる[4]。
- 1889年4月1日 - 町村制の施行により末続村が久之浜村、田之網村、金ケ沢村と合併し楢葉郡久之浜村が発足する。旧末続村域は久之浜村の大字となる。[4]。
- 1896年4月1日 - 郡の廃置分合により楢葉郡が、標葉郡と合併し、新たに双葉郡が発足し、双葉郡久之浜村となる[4]。
- 1902年6月1日 - 久之浜村が町制施行をし、双葉郡久之浜町の大字となる[4]。
- 1966年10月1日 - 久之浜村が平市・磐城市・常磐市・勿来市・内郷市、石城郡遠野町・四倉町・小川町・三和村・田人村・好間村、川前村、双葉郡大久村と合併しいわき市となり、いわき市久之浜地区の大字となる[4]。

## 世帯数と人口
2023年10月31日現在の世帯数と人口は以下の通りである。
| 大字         | 世帯数  | 人口  |
| ------------ | ------- | ----- |
| 久之浜町末続 | 184世帯 | 409人 |

## 小・中学校の学区
市立小・中学校に通う場合、学区は以下の通りとなる。
| 番地 | 小学校                     | 中学校                 |
| ---- | -------------------------- | ---------------------- |
| 全域 | いわき市立久之浜第一小学校 | いわき市立久之浜中学校 |

## 交通

### 鉄道
- JR常磐線
  - 末続駅

### 道路
- 常磐自動車道
  - 大久トンネル
  - 末続川橋
- 国道6号
  - 金ケ沢第二トンネル
  - 末続第一トンネル
  - 末続第二トンネル
- 福島県道247号片倉末続停車場線

## 施設
- いわき市北部衛生センター
- 見渡神社
- 古峯神社
- 滝不動尊